# Palazzo comunale (Grosseto)
Le Palazzo comunale est l'hôtel de ville de Grosseto qui ferme le côté nord de la place de la cathédrale ; il est le siège de la municipalité de Grosseto.

## Histoire
Le bâtiment a été construit selon un projet de l'ingénieur Giovanni Clive de 1867, dans un style éclectique principalement néo-Renaissance. Auparavant, ici se dressait l'ancienne église San Giovanni Decollato, déjà désaffectée et utilisée comme entrepôt. Les travaux de construction commencèrent en 1870 et la mairie fut inauguré en 1873.